# Villebéon
Villebéon és un municipi francès, situat al departament de Sena i Marne i a la regió de Illa de França. L'any 2007 tenia 463 habitants.
Forma part del cantó de Nemours, del districte de Fontainebleau i de la Comunitat de comunes Gâtinais-Val de Loing.

## Demografia

### Població
El 2007 la població de fet de Villebéon era de 463 persones. Hi havia 170 famílies, de les quals 24 eren unipersonals (8 homes vivint sols i 16 dones vivint soles), 69 parelles sense fills, 65 parelles amb fills i 12 famílies monoparentals amb fills.
La població ha evolucionat segons el següent gràfic:
Habitants censats

### Habitatges
El 2007 hi havia 239 habitatges, 174 eren l'habitatge principal de la família, 52 eren segones residències i 14 estaven desocupats. Tots els 239 habitatges eren cases. Dels 174 habitatges principals, 158 estaven ocupats pels seus propietaris, 12 estaven llogats i ocupats pels llogaters i 3 estaven cedits a títol gratuït; 4 tenien una cambra, 4 en tenien dues, 14 en tenien tres, 46 en tenien quatre i 106 en tenien cinc o més. 137 habitatges disposaven pel capbaix d'una plaça de pàrquing. A 59 habitatges hi havia un automòbil i a 108 n'hi havia dos o més.

### Piràmide de població
La piràmide de població per edats i sexe el 2009 era:
| Homes | Edats   | Dones |
| ----- | ------- | ----- |
| 0     | 95 o +  | 0     |
| 0     | 90 a 94 | 0     |
| 0     | 85 a 89 | 8     |
| 0     | 80 a 84 | 0     |
| 4     | 75 a 79 | 8     |
| 16    | 70 a 74 | 0     |
| 8     | 65 a 69 | 16    |
| 12    | 60 a 64 | 8     |
| 16    | 55 a 59 | 8     |
| 16    | 50 a 54 | 16    |
| 16    | 45 a 49 | 28    |
| 12    | 40 a 44 | 12    |
| 24    | 35 a 39 | 20    |
| 8     | 30 a 34 | 20    |
| 8     | 25 a 29 | 0     |
| 8     | 20 a 24 | 0     |
| 12    | 15 a 19 | 8     |
| 24    | 10 a 14 | 32    |
| 16    | 5 a 9   | 32    |
| 4     | 0 a 4   | 8     |

## Economia
El 2007 la població en edat de treballar era de 310 persones, 215 eren actives i 95 eren inactives. De les 215 persones actives 200 estaven ocupades (102 homes i 98 dones) i 14 estaven aturades (7 homes i 7 dones). De les 95 persones inactives 45 estaven jubilades, 31 estaven estudiant i 19 estaven classificades com a «altres inactius».

### Ingressos
El 2009 a Villebéon hi havia 177 unitats fiscals que integraven 471,5 persones, la mediana anual d'ingressos fiscals per persona era de 22.455 €.

### Activitats econòmiques
Dels 26 establiments que hi havia el 2007, 2 eren d'empreses de fabricació d'altres productes industrials, 5 d'empreses de construcció, 3 d'empreses de comerç i reparació d'automòbils, 1 d'una empresa de transport, 5 d'empreses d'informació i comunicació, 1 d'una empresa immobiliària, 7 d'empreses de serveis, 1 d'una entitat de l'administració pública i 1 d'una empresa classificada com a «altres activitats de serveis».
Dels 6 establiments de servei als particulars que hi havia el 2009, 1 era una fusteria, 2 lampisteries, 2 electricistes i 1 agència immobiliària.
L'any 2000 a Villebéon hi havia 10 explotacions agrícoles que ocupaven un total de 644 hectàrees.

## Equipaments sanitaris i escolars
El 2009 hi havia una escola elemental.

## Poblacions més properes
El següent diagrama mostra les poblacions més properes.